# Cobinamide
Le cobinamide est un tétrapyrrole de la famille des corrinoïdes. Hexa-amide de l'acide cobinique, il fait l'objet d'études comme antidote à l'empoisonnement au cyanure, au même titre que l'hydroxocobalamine,, un autre corrinoïde.